# Colomba
Colomba é uma cidade da Guatemala do departamento de Quetzaltenango.